# Blagoja Kitanovski
Blagoja Kitanovski (Bitola, Macedonia del Norte, 14 de julio de 1962) es un ex-futbolista yugoslavo de origen macedonio. Jugaba de centrocampista y su primer club fue el FK Pelister.

## Carrera
Comenzó su carrera en 1982 jugando para el FK Pelister. Jugó para ese equipo hasta 1986. En ese año se fue a Serbia para jugar en el Radnički Niš, manteniéndose en ese equipo hasta 1987. En ese mismo año se fue a España para integrar la plantilla del CE Sabadell. Jugó para ese equipo hasta 1989. En 1990 regresó a Serbia para formar parte del plantel del FK Vojvodina, club en el cual se retiró en 1991.

## Selección nacional
Jugo de manera internacional con la Selección de fútbol de Macedonia del Norte.[cita requerida]

## Clubes
| Club         | País                | Año       |
| ------------ | ------------------- | --------- |
| FK Pelister  | Macedonia del Norte | 1982-1986 |
| Radnički Niš | Serbia              | 1986-1987 |
| CE Sabadell  | España              | 1987-1989 |
| FK Vojvodina | Serbia              | 1990-1991 |